# 伯特·海灵格

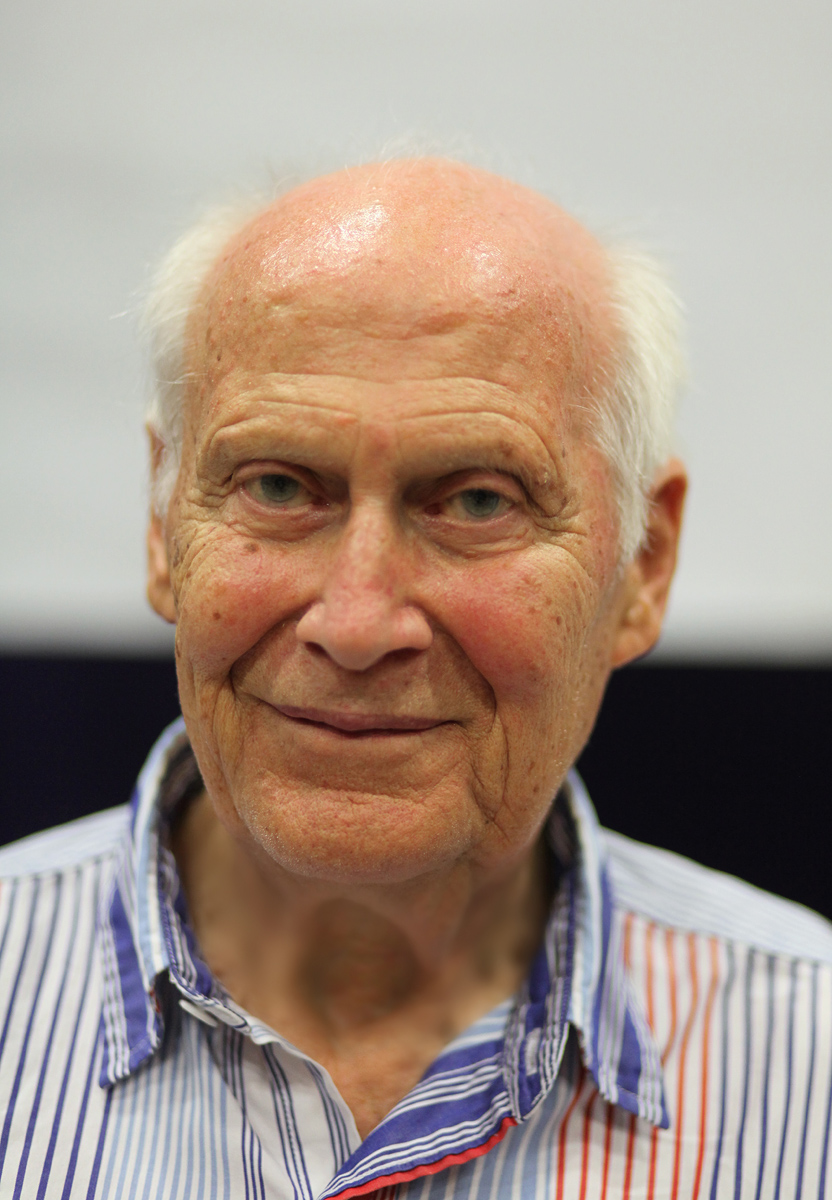
伯特·海靈格

伯特·海灵格（或海寧格）(德語：Bert Hellinger, 1925年12月16日—2019年9月19日)，是一位德国心理学家。他是家庭系統排列療法的德國心理治療大師。
近年來，他的著作從心理治療範疇擴展至其所謂的「心靈的移動」領域。
全球數以千計的從業人員都受到海靈格的影響，雖然不一定會跟隨他，但卻持續採用他的原創洞見，廣泛運用於個人、組織或政治用途。
惟各方對該療法是否有效仍存在爭議，特別是學術界，海靈格本身也是一個爭議性人物。

## 生平
1925年出生于德國巴登萊門的一個天主教家庭。他自陳父母親獨特的天主教信仰讓全家免受時興的國家社會主義洗腦。10歲時，他進入天主教修會開的修道院學校，隨後受洗、祝圣为神父、派遣到南非傳教。
當地的希特勒青年團曾招募青年海靈格入團，未果。此舉害他被歸類為「全民公敵嫌犯」。1942年他被招募入伍，成為德國正規軍的一員，在西線目睹戰火。 1945年海靈格被俘、受禁於比利時盟軍的戰俘營。逃出戰俘營後，海靈格回到德國，化名為Suitbert入天主教修會。晋铎之前，他曾在符茲堡大學學習哲學和神學。50年代初，海靈格被派往南非祖魯族所在區傳教，之後，他繼續在當地的彼得馬里茨堡大學和南非大學進修，並獲得學士學位和大學教育文憑，這讓他得以在公立高中任教。
海靈格共在南非住了16年，期間曾擔任教區神父、教師，最後成為一所大型學校的校長，校內都是非洲學生。他也背負著主教管區全境內150所學校的行政責任。此外，他還精通祖魯語，曾參與他們的儀式，得以欣賞他們獨特的世界觀。
60年代初，他在南非參與了一系列的團體動力課程，係由普世聖公宗神職人員帶領的跨種族、大公訓練課，這為他脫離天主教打下基礎。訓練師從現象學取向來工作，即從諸般紛呈的現下，不帶意圖、恐懼、先入成見，僅仰賴當下一切顯現的樣貌洞見核心關鍵。他對於這套方法能透過互相尊重讓敵對方和解印象深刻。
海靈格對現象學萌發興趣的同時也暗自決定脫離天主教。他提到其中一個訓練師曾詢問團體成員：「對你而言什麼是更重要的，你的理想或人群？你會為其中哪一個犧牲另一個？」這對他來說並不只是一道哲學謎語。他對納粹政權為了理想而犧牲人類極其敏感。他說：「某方面而言，這個問題改變了我的一生。自此，針對人群的（治療）取向奠定了我所有工作的基礎。」
脫離天主教後，他遇到了第一任妻子Herta，一回到德國他們即完婚。
70年代初，他花了幾年在「維也納深層心理學協會」接受精神分析學正規課程的訓練，並在「慕尼黑精神分析培訓學院」完成訓練，爾後被接納為他們專業協會的執業會員。
1973年，他二度離開德國前往美國接受心理治療師Arthur Janov長達9個月的訓練。奠定海靈格治療取向的重要影響來源有很多，最顯著的是Eric Berne和人際溝通分析理論。
年近古稀之年，海靈格既未將他的洞見和治療取向為文成章，也未訓練學生傳承他的方法。隨後他同意德國精神科醫師Gunthard Weber紀錄並編纂一系列工作坊的授課內容。Weber在1993年自行出版了一本書，標題是《重生機會》。接下來的15年，他撰寫或合寫了30本書。
海靈格的足跡遍布歐美、中南美洲、俄國、中日，他四處授課、開工作坊和訓練課。但卻因為他強烈的個人風格讓一些潛在同仁和支持者對他退避三舍，諸如驟下結論，將複雜情事武斷化約為單一根由，有時，他對案主的語氣也過於尖刻、專斷。許多從業者因而對海靈格敬而遠之，其他人則繼續將他的方法整合進他們的實務工作中。
海靈格和第二任妻子瑪麗亞·蘇菲·海靈格（Maria Sophie Hellinger）開辦了海靈格學校。
根據其官方網站宣告，海靈格在2019年9月19日逝世。

## 爭議

### 希特勒
海靈格因寫了一首詩獻給希特勒而備受爭議，他要求讀者認同自己裡面的希特勒、尊重那個部分。荷蘭反法西斯雜誌《Alert!》因而刊出了幾篇關於此事的文章。

### 亂倫
海靈格認為亂倫加害者不應被懲處的立場在治療社群內被視為有問題的，他的立場可由其晚近一本著作中摘錄出來的論述總結為：
現在來談談亂倫吧。若你面對亂倫案例，極常見的動力是妻子躲避她的丈夫，拒絕與丈夫交合。於是，作為某種補償，女兒便會取代她的位置。這是無意識的移動，並非有意識的。但你看，亂倫事件中有兩個加害者，一個在後台、一個在前台。除非納入隱藏的加害者，你才能處理。有句很奇怪的洞見。女兒能對母親說：「我是為了你而做的。」接著，她能對父親說：「我是為了母親而做的。」這些洞見能產生什麼樣的效果？亂倫將不再繼續下去。若你希望終結它的話，這是最好的方式，無須指控誰。
若你將加害者交付審判，那麼受害者將用亂石打死加害者。
海靈格接著又說了一個關於亂倫的故事，當中受虐者以自殺了結，因為加害者被起訴了。

### 其他爭議
- 女性乳癌患者因為無意識中「與母親的抗爭」，可能會秘密埋下死亡的種子。
- 當直系家庭系統中無女性後裔時，一個男孩無意識地承擔了已故姑姑、嬸嬸或嬸祖母、伯祖母（aunt or great aunt）的感覺，可能會造成同性戀傾向。
- 強暴和亂倫會產生聯結；加害者須受到「應有的尊重」，受害者才能和其他人建立聯結。[19][20][21][22]

## 著作
海靈格已出版的專書超過30本，至少被翻成十種語言，銷售量總計達一百萬冊。已有的中文譯本包括：
- 《海寧格自傳訪談錄》
- 《愛的序位（页面存档备份，存于）》[23]
- 《家族星座治療：海寧格的系統心理療法（页面存档备份，存于）》[24]
- 《心靈活泉: 海寧格系統排列原理與發展全書（页面存档备份，存于）》
- 《在愛中昇華-海寧格智慧精華》
- 《心靈之藥：身心疾病之系統排列輔導實例》
- 《內在之旅：海寧格獨特的靜心》
- 《成功的序位：企業心管理》
- 《成功的人生：擁抱生命、享受成功》
- 《遇見真理》
- 《再見耶穌 ~ 海寧格談成功的思維》
- 《療癒之道（页面存档备份，存于）》
- 《洞見孩子的靈魂：行動中的海寧格教育（页面存档备份，存于）》

## 外部連結
- 海靈格家庭系統排列精華介紹
- 海靈格家庭系統排列示範影片（页面存档备份，存于）
- 海靈格官網（页面存档备份，存于）
- 海靈格治療系統英國網站（页面存档备份，存于）